# پریش (کامیونیتی)، ویسکانسین
پریش (به انگلیسی: Parrish) یک منطقهٔ مسکونی در ایالات متحده آمریکا است که در شهرستان لانگلاد، ویسکانسین واقع شده‌است. پریش ۴۸۷٫۹۹ متر بالاتر از سطح دریا واقع شده‌است.